# James Lee Peters
James Lee Peters (* 13. August 1889 in Boston, Massachusetts; † 19. April 1952 in Cambridge, Massachusetts) war ein US-amerikanischer Ornithologe, Kurator des Museum of Comparative Zoology und Autor zahlreicher Fachpublikationen. Er war der Initiator des Monumentalwerks Check-list of Birds of the World, das von 1931 bis 1987 in 16 Bänden publiziert wurde.

## Leben
Peters Vater war der angesehene Veterinärchirurg Dr. Austin Peters, der am Massachusetts Agricultural College ausgebildet wurde und außerdem für die Milch-Kommission des Bundesstaates Massachusetts tätig war. Die Vorfahren des Peters-Zweiges waren bereits 1634 von England nach Amerika ausgewandert. Seine Mutter war Frances Howie Peters, geborene Lee. Ihr Ahnenzweig stammt aus der Grafschaft Middlesex und war im frühen 18. Jahrhundert ausgewandert. James wuchs in Jamaica Plain, einem Stadtteil von Boston auf, wo er die Privatschule von Miss Segar besuchte. Von 1902 bis 1908 war er an der Roxbury Latin School eingeschrieben. Nach erfolgreichem Abschluss begann er ein Studium an der Harvard University, das er 1912 mit dem Titel Artium Baccalaureus abschloss.
1917 diente er im Ersten Weltkrieg in Frankreich bei der U.S. Army. Nach Beendigung der Kampfhandlungen war er ein Jahr bei der Besetzung Deutschlands im Einsatz, bevor er 1919 in die USA zurückkehrte und mit dem Rang eines Unterleutnants ausgemustert wurde. Interessanterweise erhielt er seine Entlassungspapiere von dem Ornithologen Maunsell Schieffelin Crosby (1887–1931), den er bis zu diesem Zeitpunkt nicht kannte, der aber noch im Militär diente.
Nach dem Tod seines Vaters lebte er mit seiner Mutter auf einer Farm am Rande von Harvard. 1932 heiratete er Eleanor K. Sweet.
Neben seinen wissenschaftlichen Interessen engagierte er sich in sozialen Einrichtungen. So war er ehrenamtlich für die Feuerwehr tätig, half in der Verwaltung des Community Memorial Hospitals aus und war sieben Jahre lang Commander der Ortsgruppe der American Legion. Hin und wieder trat er in Theateraufführungen auf.

## Peters als Wissenschaftler
Schon in frühester Jugend entwickelte Peters geprägt durch seine Familie ein ausgeprägtes Interesse für Vögel. Durch seinen Vater lernte er den Ornithologen Arthur Cleveland Bent (1866–1954) kennen, der ihn 1904 zusammen mit Charles Haskins Townsend (1859–1944) und Herbert Keightley Job (1864–1933) auf eine Exkursion zu den Magdalenen-Inseln mitnahm. Laut Bent zeigte Peters schon damals ein starkes Interesse für die Systematik, indem er gesammelte Bälge nach Gattungen und Arten sortierte. Etwa zur gleichen Zeit nahm er auch regelmäßig an Vogelführungen von Charles Johnson Maynard (1845–1929) teil, die dieser an populären Vogelbeobachtungsorten wie beispielsweise im Franklin Park oder im Arnold-Arboretum durchführte. Ein weiterer Mentor war der Richter Charles Francis Jenney (1860–1923), von dem er bis ins hohe Alter erzählte.
Peters war im Dezember 1908 einer der Gründer des Norfolk Bird Clubs. In den folgenden Jahren wurde er auch Redakteur der ornithologischen Zeitschrift The Wren, bei der ihn Joseph Kittredge, Jr. (1890–1971) zum Geschäftsführer machte.
An der Harvard University lernte er schließlich Outram Bangs (1863–1932) kennen, mit dem er freundschaftlich verbunden war und der seinen späteren Werdegang maßgeblich beeinflusste, indem er ihm die akribischen Analysemethoden beibrachte.
Nach Absolvierung der Universität schloss er sich einer archäologischen Gesellschaft des Peabody Museum of Archaeology and Ethnology an, die eine Exkursion nach Quintana Roo machte. Hier sammelte er von Januar bis April des Jahres 1912 Vogelbälge. Seine Berichte von dieser Reise in The Auk wurden seine ersten bedeutenden Publikationen. Die folgenden drei Feldsaisons arbeitete er als Teilzeitkraft im Bureau of Biological Survey (Vorläufer des United States Fish and Wildlife Service), für das er vornehmlich kleinere Säugetiere sammelte. So reiste er von Mitte April bis Juni 1914 in Alabama umher und begleitete von Juli bis Oktober Ernest Golsan Holt (1889–1983) und Edward Alphonso Goldman (1873–1946) in Arizona im Gelände. Im darauf folgenden Jahr war er von Mitte Mai bis August an der Küste South Carolinas und nahe Muscogee in Florida unterwegs, um Daten über Brautenten (Aix sponsa) und andere Zugvögel zu sammeln. Von Februar bis Anfang April 1916 sammelte und studierte er für das Museum of Comparative Zoology (MCZ) die Vögel des Nordens der Dominikanischen Republik. Nach seiner Rückkehr sammelte er von Mai bis Juni in den Bergen des Grenzgebietes von Georgia, North Carolina und South Carolina Säugetiere für den Biological Survey. Anschließend verfasste er einen Bericht über seine Zeit in der Dominikanischen Republik, den das Museum im folgenden Jahr publizierte.
Um 1919/20 beschäftigte ihn der Gründer der MCZ-Bibliothek John Charles Phillips (1876–1938) mit der Sammlung von Daten für seine Monografie A Natural History of the Ducks. Er schickte Peters nach Argentinien, wo dieser im Südwinter in Misiones arbeitete und im Südsommer in die Provinz Río Negro weiterzog. Hier traf er Alexander Wetmore (1886–1978), mit dem er im März und April des Jahres 1921 die Anden Mendozas und später die Provinz Tucumán durchstreifte. Zeitweise wurden sie dabei von dem Entomologen und Ornithologen Wilfred Backhouse Alexander (1885–1965) begleitet. Nach der Rückkehr nach Amerika publizierten Wetmore und Peters zusammen einige Ergebnisse ihrer Reise.
Bis zu diesem Zeitpunkt hatte Peters Outram Bangs auf freiwilliger Basis assistiert. Dies änderte sich nach der Rückkehr aus Südamerika: Peters wurde als ornithologischer Mitarbeiter am MCZ angestellt. 1928 folgte die Ernennung zum Hilfskurator und 1932 erhielt er die Stellung eines Kurators, die er bis zu seinem Lebensende innehatte.
Es folgten weitere Expeditionen. Im Februar 1922 reiste Peters nach Anguilla, im Dezember 1927 auf die Corn Islands und bis April 1928 in den Osten von Honduras. Es war seine letzte größere ausländische Feldforschung, da er sich nun immer mehr mit dem Studium von Sammlungen insbesondere aus Asien und Afrika befasste.
Das Museum begann einen Katalog, um die vorhandenen Arten zu dokumentieren. Es war die Initialzündung zu Peters Lebenswerk Checklist of Birds of the World. Die Vorarbeiten für dieses Werk beanspruchten enorm viel Arbeitszeit, denn seit Richard Bowdler Sharpes unvollständiger A Hand-list of the Genera and Species of Birds hatte es keinen weiteren Versuch gegeben, alle Vögel der Welt zu listen und zu katalogisieren. Dies ist umso bedeutender, als sich seit Sharpe das Verständnis für Verwandtschaftsverhältnisse und Unterscheidung nach geographischen Populationen verändert hatte und sich das Konzept der dreigliedrigen Namensgebung für Unterarten mehr und mehr durchsetzte. So kann man die Checklist als eines der bedeutendsten ornithologischen Werke dieser Zeit betrachten. 1931 erschien der erste Band mit den Ordnungen Urvögel (Archaeopterygiformes), Hesperornithiformes, Ichthyornithiformes, Laufvögel (Struthioniformes), Nandus (Rheiformes), Australien-Laufvögel (Casuariiformes), Moas (Dinornithiformes), Elefantenvögel (Aepyornithiformes), Kiwis (Apterygiformes), Steißhühner (Tinamiformes), Pinguine (Sphenisciformes), Seetaucher (Gaviiformes), Lappentaucher (Colymbiformes), Röhrennasen (Procellariiformes), Ruderfüßer (Pelecaniformes), Schreitvögel (Ciconiiformes), Gänsevögel (Anseriformes) und Greifvögel (Falconiformes). In einer Buchbesprechung schrieb Witmer Stone (1866–1939) zu Band 1, er befürchte, dass das Werk schon vor seinem Erscheinen nicht mehr aktuell sei. Doch Peters ließ sich nicht beirren und veröffentlichte bis 1951 weitere 6 Bände. Die Checkliste beanspruchte zwar den größten Teil seiner Arbeitszeit, trotzdem schrieb er beständig kleinere Abhandlungen über spezielle Sammlungen, die das Museum aus mannigfaltigen Regionen wie Afrika, Panama, Peru und Borneo erhalten hatte.
Für seinen Band über Töpfervögel (Furnariidae) und andere mittel- und südamerikanische spechtähnliche Gruppen kooperierte er mit dem ausgewiesenen Experten für Tyrannen (Tyrannidae) John Todd Zimmer (1889–1957). Peters selbst begann noch die Bearbeitung der ersten Gruppe der Singvögel (Oscines), die nach seinem Tod von anderen Ornithologen fertiggestellt werden musste.

## Mitgliedschaften, Ehrungen und Dedikationsnamen
Am 28. November 1904 wurde Peters erstmals zum Genossen (Associate) der American Ornithologists’ Union (A.O.U) gewählt, der er 37 Jahre lang treu blieb. 1918 stieg er zum Mitglied (Member) und 1928 zum Fellow auf. 1929 wurde er in die Ratsversammlung aufgenommen, bis er schließlich 1938 Vizepräsident wurde. Von 1942 1945 agierte er als Präsident der A.O.U., in der er bedingt durch die politischen Verhältnisse aber nur administrativ tätig werden konnte. Peters wurde 1956 postum der Titel „Förderer (Patron) der A.O.U.“ verliehen.
Am 7. Dezember 1908 wurde Peters auf Vorschlag von William Brewster (1851–1919) im Nuttall Ornithological Club aufgenommen, in dem er von 1922 bis 1932 als Sekretär, bis 1939 als Ratsmitglied, ab Dezember 1939 als Vizepräsident und ab März 1942 als Präsident aktiv tätig war.
In der Northeastern Bird-Banding Association war er bei der Vogelberingung aktiv. Auch hier war er von 1938 bis zu seinem Tod Vizepräsident. Des Weiteren war er von 1939 bis 1950 Autor für die vereinseigene Zeitschrift Bird-Banding.
Als Wissenschaftler war er Mitglied der International Commission on Zoological Nomenclature.
Weitere Mitgliedschaften von Peters in Amerika waren die Cooper Ornithological Society, die Washington Academy of Sciences, die American Society of Mammalogists, die Society of Systematic Zoologists. Er war Fellow der American Academy of Sciences, Mitglied der Sigma Xi, sowie gewähltes beratendes Mitglied in der Deutschen Ornithologen-Gesellschaft, der argentinischen Asociación Ornitológica del Plata und Ehrenmitglied der Ornithologischen Gesellschaft in Bayern e. V.
1946 wurde Peters in die American Academy of Arts and Sciences gewählt.
Für sein Lebenswerk Check-list of Birds of the World erhielt er 1940 die William-Brewster-Medaille der A.O.U.
Manchmal findet man in der Literatur den englischen Trivialnamen Peters’s Apalis für den Kungwe-Feinsänger (Apalis argentea), den Reginald Ernest Moreau bereits 1941 beschrieben hatte. Dieser Trivialname ist auf eine Neubeschreibung Apalis eidos sp. nov von Peters und Arthur Loveridge (1891–1980) aus dem Jahre 1942 im Bulletin of the Museum of Comparative Zoology at Harvard College zurückzuführen, der aber aufgrund der Internationale Regeln für die Zoologische Nomenklatur als ungültig zu betrachten ist, da die Spezies bereits beschrieben war. Ein weiterer englischer Trivialname, den man in der Literatur finden kann, ist Peters’ Twinspot Indigobird für die 1907 von Sheffield Airey Neave (1879–1961) beschriebene Purpuratlaswitwe (Vidua codringtoni). Gelegentlich findet sich auch der Name Peter’s Conure für eine Unterart des Columbiasittich (Aratinga wagleri transilis) J. L. Peters, 1927.
Nicht auf James Lee Peters sind die englischen Trivialnamen Peters’ Finfoot (Podica senegalensis) (Vieillot, 1817) und Peter’s Twinspot (Hypargos niveoguttatus) (Peters, WKH, 1868) zurückzuführen. Vielmehr wurden diese Namen zu Ehren von Wilhelm Carl Hartwig Peters verwendet.
In einigen Unterarten findet sich im wissenschaftlichen Namen zu Ehren Peters ebenfalls sein Name. Hier sind zu u. a. zu nennen:
- Meisenpitpit (Xenodacnis parina petersi) Bond & Meyer de Schauensee, 1939 Sie schrieben: James L. Peters, of the museum of Comparative Zoölogy, Cambridge, upon receipt of two topotypes of Xenodacnis Paria Cabanis, recently collected at Maraynioe, Peru, a species not represented in the Academy’s collection, very kindly called our attention to the differences existing between our birds and his. We therefore take great pleasure in naming this new species after him.[4]
- Fleckenbrust-Zaunkönig (Thryothorus maculipectus petersi) (Griscom, 1930)
- Weißwangen-Dickichtschlüpfer (Schoeniophylax phryganophilus petersi) Pinto, 1949
- Haitikuckuck (Coccyzus longirostris petersi) Richmond & Swales, 1924
- Blaubürzelpitta (Pitta soror petersi) Delacour, 1934
- Goldschulterstärling (Chrysomus thilius petersii) (Laubmann, 1934)
- Schwarzkehl-Nektarvogel (Aethopyga saturata petersi) Deignan, 1948

Zudem wurde eine Unterart des Küstenkordilleren-Kleintyrann (Zimmerius improbus petersi), von Hans Hermann Carl Ludwig von Berlepsch 1907 unter dem Namen Tyranniscus petersi beschrieben. Dieses Taxon geht aber auf den Candidatus theologiæ Ernst Peters zurück, dessen Sammlung Berlepsch aus Curaçao erhalten hatte.

## Von Peters beschriebene Taxa
Einige Gattungen, Arten und Unterarten hat Peters zusammen mit Alexander Wetmore, Thomas Barbour, Outram Bangs, Ludlow Griscom, Robert Thomas Moore und Frederic Hedge Kennard benannt.

### Gattungen
Zu den Gattungen, die Peters benannt hat, gehören chronologisch nach Jahren:
- Teledromas Wetmore & Peters, 1922
- Cyanolimnas Barbour & J. L. Peters, 1927
- Torreornis Barbour & J. L. Peters, 1927
- Mesembrinibis J. L. Peters, 1930
- Aenigmatolimnas J. L. Peters, 1932
- Nesoclopeus J. L. Peters, 1932
- Pseudeos J. L. Peters, 1935
- Eunymphicus J. L. Peters, 1937
- Nesasio J. L. Peters, 1937
- Ptilorrhoa J. L. Peters, 1940
- Gyalophylax J. L. Peters, 1950
- Spartonoica J. L. Peters, 1950

### Arten
Zu den Arten, die Peters benannt hat, gehören chronologisch nach Jahren:
- Kubaralle Cyanolimnas cerverai Barbour & J. L. Peters, 1927
- Zapataammer Torreornis inexpectata Barbour & J. L. Peters, 1927

### Unterarten
Zu den Arten, die Peters benannt hat, gehören chronologisch nach Jahren:
- Rotkardinal Cardinalis cardinalis flammiger J. L. Peters, 1913
- Braunflügelguan Ortalis vetula intermedia J. L. Peters, 1913
- Weißflügeltaube Zenaida asiatica australis (J. L. Peters, 1913)
- Heuschreckenammer Ammodramus savannarum borinquensis J. L. Peters, 1917
- Antillengrackel Quiscalus niger bangsi (J. L. Peters, 1921)
- Lachsschnabelsaltator Saltator aurantiirostris nasica Wetmore & J. L. Peters, 1922
- Morgenammer Zonotrichia capensis choraules (Wetmore & J. L. Peters, 1922)
- Schopfwachtel Callipepla californica achrustera (J. L. Peters, 1923)
- Südlicher Stelzentachurityrann Stigmatura budytoides inzonata Wetmore & J. L. Peters, 1923
- Rallenkranich Aramus guarauna dolosus J. L. Peters, 1925
- Rallenkranich Aramus guarauna elucus J. L. Peters, 1925
- Patagonienerdhacker Geositta cunicularia hellmayri J. L. Peters, 1925
- Kanadakranich Grus canadensis tabida J. L. Peters, 1925
- Trauergrackel Quiscalus lugubris contrusus (J. L. Peters, 1925)
- Goldwaldsänger Dendroica petechia alsiosa J. L. Peters, 1926
- Eichhornkuckuck Piaya cayana mogenseni J. L. Peters, 1926
- Kupfernackentäubchen Geopelia humeralis gregalis Bangs & J. L. Peters, 1926
- Columbiasittich Aratinga wagleri transilis J. L. Peters, 1927
- Goldbandpipra Manacus manacus cerritus J. L. Peters, 1927
- Grauflankenmeise Poecile sclateri eidos (J. L. Peters, 1927)
- Buschtinamu Crypturellus cinnamomeus praepes (Bangs & J. L. Peters, 1927)
- Rotbrust-Dickichtschlüpfer Synallaxis erythrothorax furtiva Bangs & J. L. Peters, 1927
- Weißkehl-Würgertangare Lanio leucothorax ictus Kennard & J. L. Peters, 1927
- Steinkauz Athene noctua impasta Bangs & J. L. Peters, 1928
- Virginiawachtel Colinus virginianus thayeri Bangs & J. L. Peters, 1928
- Rotbrustspecht Dendrocopos cathpharius innixus(Bangs & J. L. Peters, 1928)
- Dünnschnabel-Baumsteiger Sittasomus griseicapillus gracileus Bangs & J. L. Peters, 1928
- Dickschnabel-Königstyrann Tyrannus crassirostris pompalis Bangs & J. L. Peters, 1928
- Strichelbaumsteiger Xiphorhynchus flavigaster tardus Bangs & J. L. Peters, 1928
- Mexikanerkrähe (Corvus imparatus) Peters, JL, 1929
- Olivrückenorganist Euphonia gouldi praetermissa (J. L. Peters, 1929)
- Keilschnabel-Baumsteige Glyphorynchus spirurus sublestus J. L. Peters, 1929
- Riesenkuhstärling Molothrus oryzivorus impacificus (J. L. Peters, 1929)
- Schwarzohrwachtel Odontophorus melanotis verecundus J. L. Peters, 1929
- Langbeinwachtel Rhynchortyx cinctus pudibundus J. L. Peters, 1929
- Graukopftaube Leptotila plumbeiceps notia J. L. Peters, 1931
- Alpenschneehuhn Lagopus muta capta J. L. Peters, 1934
- Blauringtaube Leptotila verreauxi zapluta J. L. Peters, 1937
- Nacktgesichttäubchen Metriopelia ceciliae zimmeri J. L. Peters, 1937
- Rosenschultertaube Patagioenas inornata wetmorei(J. L. Peters, 1937)
- Reinwardttaube Reinwardtoena reinwardtii brevis J. L. Peters, 1937
- Blaukopftaube Turtur brehmeri infelix J. L. Peters, 1937
- Grasammer Passerculus sandwichensis oblitus J. L. Peters and Griscom, 1938
- Rotgesicht-Kreischeule Megascops guatemalae dacrysistactus (R. T. Moore & J. L. Peters, 1939)
- Rotgesicht-Kreischeule Megascops guatemalae fuscus (R. T. Moore & J. L. Peters, 1939)
- Indiennachtschwalbe Caprimulgus asiaticus eidos J. L. Peters, 1940
- Weißschwanz-Nachtschwalbe Caprimulgus cayennensis apertus J. L. Peters, 1940
- Rötelkauz Strix albitarsis opaca J. L. Peters, 1943
- Timorliest Todiramphus australasia odites (J. L. Peters, 1945)
- Kupfertrogon Trogon elegans lubricus J. L. Peters, 1945
- Yucatanspecht Melanerpes pygmaeus rubricomus J. L. Peters, 1948
- Grauspecht Picus canus sobrinus J. L. Peters, 1948
- Blaßbauch-Erdhacker Tarphonomus certhioides estebani (Wetmore & J. L. Peters, 1949)

## Werke und Schriften
- Birds from the Northern Coast of the Dominican Republic, Bulletin of the Museum of Comparative Zoology, Band 61, Ausgabe 11, 1917
- mit Alexander Wetmore: A new genus and four new subspecies of American birds. In: Proceedings of the Biological Society of Washington. Band 35, 1922, S. 41–46 (biodiversitylibrary.org).
- Notes on summer birds of northern Patagonia, Bulletin of the Museum of Comparative Zoology, Band 65, Ausgabe 9, 1923
- mit Alexander Wetmore: New Genera and subspecies based on Argentine Birds. In: Proceedings of the Biological Society of Washington. Band 36, 1923, S. 143–146 (biodiversitylibrary.org).
- Notes on the taxonymy of Ardea canadensis Linné, The Auk, Volume 42, Number 1, 1925, S. 120–122
- zusammen mit Outram Bangs: A collection of birds from southwestern New Guinea (Merauke coast and inland), Bulletin of the Museum of Comparative Zoology, Band 67, Ausgabe 12, 1926
- A review of the races of Elaenia martinica (Linné), Occasional papers of the Boston Society of Natural History, 5, 1926, S. 197–202
- zusammen mit Outram Bangs: Birds from the rain forest regions of Vera Cruz, Bulletin of the Museum of Comparative Zoology, Band 67, Ausgabe 15, 1927
- The Virginia Nighthawk in the Bahamas, The Auk, Volume 44, Number 3, 1927, S. 421
- The rediscovery of Myiarchus sclateri Lawr, The Auk, Volume 44, Number 3, 1927, S. 422–423
- Streptoprocne Semicollaris (De Saussure) in Chihuahua, The Auk, Volume 44, Number 3, 1927, S. 424–425
- Birds of the island of Anguilla, West Indies, The Auk, Volume 44, Number 4, 1927, S. 432–438
- The Races of Amazona leucocephala (Linn.), The Auk, Volume 45, Number 3, 1928, S. 342–344
- zusammen mit Thomas Barbour: Two More Remarkable New Birds from Cuba, Proceedings of the New England Zoological Club, IX, 1927, S. 95–97
- A Revision of the Golden Warblers. Dendroica petechia (Linne), Proceedings of the Biological Society of Washington, Vol. 40, 1927, S. 31–42
- The North American races of Falco columbarius, Bulletin of the Essex County [Mass.] Ornithological Club, 1927, S. 20–24.
- The Moults and Plumages of the Starling Sturnus vulgaris Linn. Bulletin of the Essex County [Mass.] Ornithological Club, 1928, S. 21–25
- zusammen mit Outram Bangs: A collection of birds from Oaxaca, Bulletin of the Museum of Comparative Zoology, Band 68, Ausgabe 8, 1928
- zusammen mit Outram Bangs: Birds collected by Dr. Joseph F. Rock in western Kansu and eastern Tibet, Bulletin of the Museum of Comparative Zoology, 1928
- zusammen mit Frederic Hedge Kennard: A collection of birds from the Almirante Bay region of Panama, Proceedings of the Boston Society of Natural History, Band 38, Ausgabe 10, 1928
- zusammen mit Ludlow Griscom: A new rail and a new dove from Micronesia, Proceedings of the New England Zoological Club, 10, 1928, S. 99–106.
- The Generic Name of the Tinamous Formerly Included in the Genus Crypturus Illiger, Proceedings of the New England Zoological Club, 10, 1929, S. 113–114.
- zusammen mit Ludlow Griscom: The Central American Races of Rupornis magnirostris, Proceedings of the New England Zoological Club, 11, 1929, S. 43–48
- The Identity of Trogon Fulgidus Gould, The Auk, Volume 46, Number 1, 1929, S. 115–116
- An ornithological survey in the Caribbean lowlands of Honduras, The Museum, 1929
- The Identity of the Toucans Described by Linnaeus in the 10th and 12th Editions of the Systema Naturae, The Auk, Vol. 47, Ausg. 3, 1930, S. 405–408
- Western Sandpiper in Massachusetts in Spring, The Auk, Volume 47, Number 4, 1930, S. 562–563
- Buteo Platypterus in Porto Rico, The Auk, Volume 47, Number 4, 1930, S. 563
- Notes on some night herons, Proceedings of the Boston Society of Natural History, Band 39, Ausgabe 7, 1930
- Checklist of Birds of the World Volume I Struthioniformes – Anseriformes, Cambridge, Harvard University Press, 1931
- Additional notes on the birds of the Almirante Bay Region of Panama, Bulletin of the Museum of Comparative Zoology, Band 71, Ausgabe 5, 1931
- Two new genera and a new subspecies of rails. In: Proceedings of the New England Zoological Club. Band 13, 1932, S. 63–67 (google.de).
- Laterallus Gray antedates Creciscus Cabanis. In: Proceedings of the Biological Society of Washington. Band 45, 1932, S. 119–120 (biodiversitylibrary.org).
- Outram Bangs, Science, Vol. 76, No. 1972, 1932, S. 337–339
- Outram Bangs, 1863-1932, The Auk, Vol. 50, No. 3, 1933, S. 265–274 Originalartikel (engl.; PDF; 573 kB)
- Checklist of Birds of the World Volume II Galliformes, Gruiformes, Charadriiformes, Cambridge, Harvard University Press, 1934
- Generic limits of some fruit pigeons, Proceedings of the 8th International Ornithological Congress, 1934, S. 371–391
- The Martinique form of the ground dove, The Auk, Vol 51, Ausgabe 4, 1934
- Checklist of Birds of the World Volume III Columbiformes, Psittaciformes, Cambridge, Harvard University Press, 1937
- zusammen mit Ludlow Griscom: Geographical variation in the Savannah sparrow, Bulletin of the Museum of Comparative Zoology, Band 80, Ausgabe 13, 1938
- Checklist of Birds of the World Volume IV Cuculiformes, Strigiformes, Caprimulgiformes, Apodes, Cambridge, Harvard University Press, 1940
- mit Arthur Loveridge: Scientific Results of a fourth expedition to forested areas on East and Central Africa: Birds, Band 2, Bulletin of the Museum of Comparative Zoology, Band 89, Ausgabe 5, 1942
- First supplement to the list of types of birds now in the Museum of Comparative Zoology, Bulletin of the Museum of Comparative Zoology, Band 92, Ausgabe 2, 1943
- mit John Augustus Griswold (Jr): Birds of the Harvard Peruvian Expedition, Bulletin of the Museum of Comparative Zoology, Band 92, Ausgabe 4, 1943
- Checklist of Birds of the World Volume V Trochili, Coliiformes, Trogoniformes, Coraciiformes, Cambridge, Harvard University Press, 1945
- Checklist of Birds of the World Volume VI Piciformes, Cambridge, Harvard University Press, 1948
- Zusammen mit Charles Henry Blake: Microsittace not different generically from Enicognathus, The Auk, Vol 65, Ausg. 2, 1948, S. 288–289
- Thomas Barbour, 1884–1946, The Auk, Vol. 65, Ausgabe 3, 1948, S. 432–438
- Checklist of Birds of the World Volume VII Eurylaimidae – Rhinocryptidae, Cambridge, Harvard University Press, 1951
- mit Arthur Loveridge: Zoological results of a fifth expedition to East Africa: Birds from Nyasaland and Tete, Bulletin of the Museum of Comparative Zoology, Band 110; Band 112 1953

Nach seinem Tod erschienen weitere Bände mit dem Zusatz A Contribution of the Work of James L. Peters. Folgende Autoren vollendeten das Lebenswerk Peters:
- Band 1, Edition 2: Überarbeitet von Ernst Mayr und George William Cottrell Jr
- Band 8: Melvin Alvah Traylor junior in Zusammenarbeit mit Dean Amadon, Ernst Mayr, David William Snow sowie John Todd Zimmer
- Band 9: Ernst Mayr, James Cowan Greenway
- Band 10: Ernst Mayr, Raymond Andrew Paynter, Jr. in Zusammenarbeit mit Herbert Girton Deignan und Sidney Dillon Ripley
- Band 11: Ernst Mayr, George William Cottrell Jr. in Zusammenarbeit mit Melvin Alvah Traylor junior und George Elder Watson
- Band 12: Raymond Andrew Paynter mit Beratung von Ernst Mayr in Zusammenarbeit mit James Cowan Greenway, Reginald Ernest Moreau, Finn Salomonsen und David William Snow
- Band 13: Raymond Andrew Paynter mit Beratung von Ernst Mayr in Zusammenarbeit mit Robert Winthrop Storer
- Band 14: Raymond Andrew Paynter mit Beratung von Ernst Mayr in Zusammenarbeit mit Emmet Reid Blake, James Cowan Greenway, George Hines Lowery, Burt Leavelle Monroe, Austin Loomer Rand und Melvin Alvah Traylor
- Band 15: Ernst Mayr, James Cowan Greenway in Zusammenarbeit mit Dean Amadon, Emmet Reid Blake, Reginald Ernest Moreau, Charles Vaurie
- Band 16: Raymond Andrew Paynter